# 布朗维尔阿格
布朗维尔阿格（法語：Branville-Hague，法語發音：[bʁɑ̃vil aɡ]）是法国芒什省的一个旧市镇，属于瑟堡区。2017年，布朗维尔阿格和相邻的其它18个市镇合并为新市镇拉阿格。 

## 地理
布朗维尔阿格（49°39'19"N, 1°47'7"W）面积2.12 平方千米，位于法国诺曼底大区芒什省，该省份为法国西北部沿海省份，西、北、东北三面环大西洋，东起顺时针与卡爾瓦多斯省、奧恩省、马耶讷省和伊勒-维莱讷省接壤。
与布朗维尔阿格接壤的市镇（或旧市镇、城区）包括：格雷维尔阿格、博蒙阿格、圣克鲁瓦阿格、于尔维尔-纳克维尔。

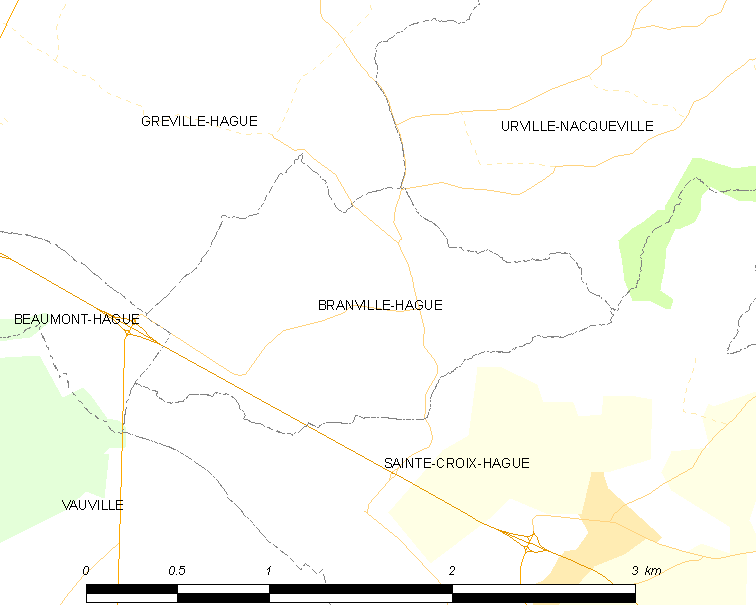
布朗维尔阿格的OSM定位图

布朗维尔阿格的时区为UTC+01:00、UTC+02:00（夏令时）。

## 行政
布朗维尔阿格的邮政编码为50440，INSEE市镇编码为50073。

## 政治
布朗维尔阿格所属的省级选区为拉阿格县。

## 人口

1962-2008年间布朗维尔阿格人口变化图示

布朗维尔阿格于2018年1月1日时的人口数量为183人。